# Sapromyza albitarsis
Sapromyza albitarsis är en tvåvingeart som först beskrevs av Johann Wilhelm Meigen 1826.  Sapromyza albitarsis ingår i släktet Sapromyza och familjen lövflugor.
Artens utbredningsområde är Tyskland. Inga underarter finns listade i Catalogue of Life.